# David Österberg
David Vilhelm Österberg, född 10 april 1905 i Skövde, död 19 juli 1994, var en svensk väg- och vattenbyggnadsingenjör. 
Österberg, som var son till vagnförman Alfred Österberg och Olga Jonsson, avlade studentexamen 1923 och utexaminerades från Kungliga Tekniska högskolan 1929. Han var konstruktör hos ingenjörsfirma Ragnar Larson & Co i Sundsvall och Allmänna betongbyggnadsbyrån Jakobsson & Ranow i Stockholm 1929–1931, ingenjör vid Vattenfallsstyrelsen 1931–1942, arbetsstudiechef och rationaliseringsingenjör vid Svenska byggnadsindustriförbundet 1942–1956, speciallärare vid Kungliga Tekniska högskolan 1947–1955 samt professor i byggnadsekonomi och byggnadsorganisation vid Kungliga Tekniska högskolan från 1957 (tillförordnad 1955). Han var ledamot av statens råd för byggnadsforskning, Byggstandardiseringen samt ett flertal kommittéer för arbetskunskap, produktionsteknik och arbetarskyddsåtgärder inom byggnadsbranschen.